# KykNET
kykNET is een Zuid-Afrikaanse televisiezender die programma's in het Afrikaans uitzendt. De zender maakt deel uit van betaaltelevisieaanbieder M-Net en werd gelanceerd als digitaal satellietkanaal (DStv) in oktober 1999.

## Programma-aanbod
Populaire programma's die op kykNET worden uitgezonden:
- Dagbreek
- eNuus
- Robinson Regstreeks
- Ontbytsake
- DKNT
- Kwela
- Vastrap
- BVP:Krieket
- Jukebox
- Binnelanders
- Villa Rosa
- Woef & Kie
- Koowee
- La't Wiel
- Safari 4x4 Roetes
- Wie Lê Waar?
- Proesstraat
- Geloof, Hoop En Liefde
- Die Woord Oordenking & Vat My Hand
- Geure uit die Vallei
- Glitterati
- Groen Namibië
- Bravo!
- Kokkedoor
- Vallei van Sluiers
- Toks 'n Tjops
- SuperRugby
- Fiesta
- Boerekos
- Ouverture